# Gubernatorzy Wysp Dziewiczych Stanów Zjednoczonych
Gubernator Wysp Dziewiczych Stanów Zjednoczonych jest szefem rządu Wysp Dziewiczych Stanów Zjednoczonych. Od 1969 jest wybierany w wyborach bezpośrednich w głosowaniu powszechnym. Jego kadencja trwa 4 lata. 
Wyspy do 1917 były terytorium zależnym Danii pod nazwą Duńska Kompania Zachodnioindyjska i w okresie od 1672 do 1917 były zarządzane przez duńskich gubernatorów.

## Lista gubernatorów po 1917

### Wojskowi gubernatorzy (1917–1931)
- 1917 – 1917: Edwin Taylor Pollock
- 1917 – 1919: James Harrison Oliver
- 1919 – 1921: Joseph Wallace Oman
- 1921 – 1922: Sumner Ely Wetmore Kittelle
- 1922 – 1923: Henry Hughes Hough
- 1923 – 1925: Philip Williams
- 1925 – 1927: Martin Edwin Trench
- 1927 – 1931: Waldo A. Evans

### Cywilni gubernatorzy (1931–1969)
- 1931 – 1935: Paul Martin Pearson
- 1935 – 1935: Robert Herrick
- 1935 – 1940: Lawrence William Cramer
- 1940 – 1941: Robert Morss Lovett (tymczasowo)
- 1941 – 1945: Charles Harwood
- 1946 – 1949: William Henry Hastie
- 1949 – 1954: Morris Fidanque de Castro
- 1954 – 1955: Archibald A. Alexander
- 1955 – 1955: Charles K. Claunch
- 1955 – 1958: Walter A. Gordon
- 1958 – 1961: John David Merwin
- 1961 – 1969: Ralph Moses Paiewonsky

## Wybieralni gubernatorzy (1969–)
| # | Portret | Imię i Nazwisko                        | Kadencja        | Kadencja        | Partia polityczna | Partia polityczna |
| # | Portret | Imię i Nazwisko                        | Od              | Do              | Partia polityczna | Partia polityczna |
| - | ------- | -------------------------------------- | --------------- | --------------- | ----------------- | ----------------- |
| 1 |         | Melvin Herbert Evans (1917–1984)       | 1 lipca 1969    | 6 stycznia 1975 |                   | Republikanin      |
| 2 |         | Cyril Emmanuel King (1921–1978)        | 6 stycznia 1975 | 2 stycznia 1978 |                   | bezpartyjny       |
| 3 |         | Juan Francisco Luis (1940–2011)        | 2 stycznia 1978 | 5 stycznia 1987 |                   | bezpartyjny       |
| 4 |         | Alexander Anthony Farrelly (1923–2002) | 5 stycznia 1987 | 2 stycznia 1995 |                   | Demokraci         |
| 5 |         | Roy Lester Schneider (1939-2022)       | 2 stycznia 1995 | 4 stycznia 1999 |                   | bezpartyjny       |
| 6 |         | Charles Wesley Turnbull (1935-2022)    | 4 stycznia 1999 | 1 stycznia 2007 |                   | Demokraci         |
| 7 |         | John de Jongh (1957-)                  | 1 stycznia 2007 | 5 stycznia 2015 |                   | Demokraci         |
| 8 |         | Kenneth Mapp (1955-)                   | 5 stycznia 2015 | 7 stycznia 2019 |                   | bezpartyjny       |
| 9 |         | Albert Bryan (1968-)                   | 7 stycznia 2019 | nadal           |                   | Demokraci         |